# عز الدين عناية
عز الدين عناية (ولد 1966، سوسة)، هو كاتب ومترجم تونسي متخصّص في علم الأديان، أستاذ جامعي في جامعتيْ روما لاسابيينسا والأورينتالي في نابولي. حصل على الأستاذية والدكتوراه من جامعة الزيتونة في تونس في اختصاص الأديان والمذاهب، ثم أتمّ دراسته في جامعة القديس توما الأكويني- "أنجيليكوم" والجامعة البابوية الغريغورية بروما.

## مؤلفات
له العديد من المؤلفات والترجمات، يكتب مقالات ودراسات في الدوريات والصحف العربية تتناول الظواهر الدينية في اليهودية والمسيحية والإسلام.

### المؤلفات
- العقل الدّيني الغربي، مجمع الأطرش، تونس، 2025.
- لاهوت التعدّدية، منشورات الربع، القاهرة، 2024.
- الفكر الغربي والدّين، أبجد، بابل (العراق)، 2024.
- حوارات في الدين والأديان مع عزالدين عناية، مجمع الأطرش، تونس 2023.
- فتنة المسيحيّة المعاصرة، مجمع الأطرش، تونس 2023.
- المسيحية والإسلام في ظلّ العولمة، مجمع الأطرش، تونس 2023.
- الإيلاف الثقافي: جدل الشرق والغرب، لدار العربية للعلوم، بيروت 2022.
- الإمام والكردينال ومعارج الإيلاف، منشورات المتوسط، ميلانو (إيطاليا) 2021.
- الدين في الغرب، الدار العربية للعلوم، بيروت 2017.[10]
- رسالة إلى أخي المسيحي، دار نون، رأس الخيمة 2015.
- الأديان الإبراهيمية: قضايا الراهن، دار توبقال، المغرب 2014.[11]
- العقل الإسلامي عوائق التحرر وتحديات الانبعاث، دار الطليعة، بيروت 2011.
- نحن والمسيحية في العالم العربي وفي العالم، دار توبقال، المغرب 2010.
- الاستهواد العربي في مقاربة التراث العبري، منشورات الجمل، لبنان 2006.

### الترجمات
- تخيل بابل: مدينة الشرق القديمة وحصيلة مئتي عام من الأبحاث،(ترجمة من الإيطالية)، تأليف: ماريو ليفراني، كلمة، أبوظبي 2016.
- المنمنمات الإسلامية، (ترجمة من الإيطالية)، تأليف: ماريا فيتوريا فونتانا، دار التنوير، لبنان 2015.
- الفكر المسيحي المعاصر، (ترجمة من الإيطالية)،دار صفحات، سوريا 2014.
- السوق الدينية في الغرب، (ترجمة من الإيطالية)، دار صفحات، سوريا 2012.
- أوروك: أولى المدن على وجه البسيطة، (ترجمة من الإيطالية)، تأليف: ماريو ليفراني، كلمة، أبوظبي 2011.[12]
- مدخل إلى التاريخ الإغريقي، (ترجمة من الإيطالية)، تأليف: لوتشانو كنفرا، كلمة، أبوظبي 2011.
- علم الاجتماع الديني، (ترجمة من الإيطالية)، تأليف: إنزو باتشي كلمة، كلمة، أبوظبي 2011.[13]
- الإسلام الإيطالي: رحلة في وقائع الديانة الثانية، (ترجمة من الإيطالية)، تأليف: ستيفانو أليافي، كلمة، أبوظبي 2010.
- الإسلام في أوروبا: أنماط الاندماج، (ترجمة من الإيطالية)، تأليف: إنزو باتشي كلمة، أبوظبي 2010.
- عظام الحبار، (ترجمة من الإيطالية)، تأليف:أوجينيو مونتالي، هيئة أبوظبي للثقافة والتراث، أبوظبي 2010[14][15]
- علم الأديان، (ترجمة من الفرنسية)، 2009.[16]